# Chindongo demasoni
Chindongo demasoni (Syn.: Pseudotropheus demasoni) ist ein afrikanischer Süßwasserfisch, der endemisch im Malawisee vorkommt. Das Vorkommen dieses Fisches ist auf die Felsriffe bei Ndumbi Point und Pombo Rocks, südlich des Flusses Ruhuhu, beschränkt. Dieser natürliche Lebensraum ist jedoch bedroht, daher wird diese Art von der IUCN als gefährdet eingestuft. Die Art wurde 1993 durch Andreas Spreinat entdeckt und im folgenden Jahr durch Ad Konings beschrieben und der Gattung Pseudotropheus zugeordnet. Im Jahr 2016 wurde die Art zusammen mit anderen Buntbarschen aus der ehemaligen Pseudotropheus elongatus-Artengruppe in die neu eingeführte Gattung Chindongo gestellt. Die erste Einführung als Aquarienfisch war 1994.

## Merkmale
Sowohl Männchen als auch Weibchen von Chindongo demasoni zeigen ein auffälliges hellblau-blauschwarzes Streifenmuster, das auch Unregelmäßigkeiten enthalten kann. Die Rücken-, After- und Bauchflossen sehen blauschwarz aus und besitzen einen hellblauen Saum. Die ebenfalls blauschwarze Schwanzflosse weist zahlreiche hellblaue Strahlen auf. Der sonst bei vielen Mbuna so ausgeprägte Sexualdimorphismus, der äußerliche Unterschied zwischen den beiden Geschlechtern, fehlt bei dieser Art fast vollständig, so dass beide Geschlechter kaum voneinander zu unterscheiden sind. Eine verlässliche Unterscheidung der Geschlechter kann daher nur anhand der Größe der Geschlechtsöffnungen erfolgen. Bereits Jungtiere zeigen das Farbenkleid der Eltern. Ausgewachsen erreicht Chindongo demasoni eine Größe von 6 bis 8 cm.

## Verhalten
Chindongo demasoni sind agame Maulbrüter. Die Weibchen übernehmen die gesamte Brutpflege. Insbesondere die Männchen sind ausgesprochen territorial und aggressiv und verteidigen ihr Revier gegen andere Männchen und auch gegen größere Fische. Weibchen und halbwüchsige Tiere leben eher einzeln oder in losen Gruppen in Felsen. Chindongo demasoni ist ein typischer Aufwuchsfresser, der sich von Algenaufwuchs und darin lebenden Kleintieren ernährt.

## Aquaristik
Mit Steinaufbau dem natürlichen Lebensraum nachempfundene Einrichtung, wie sie für die meisten Felsencichliden des Malawisees üblich ist. Als Bodengrund empfiehlt sich Sand. Hartblättrige Pflanzen können eingesetzt werden, auch wenn im natürlichen Lebensraum höhere Pflanzen nicht vorhanden sind, außer Valisnerien. Eine sinnvolle Haltung der Nahrungsspezialisten ist am besten in einem Artenbecken zu realisieren.
Im Freiland ist Chindongo demasoni ein Nahrungsspezialist der bei Haltung im Aquarium am besten mit Flockenfutter, das auf rein pflanzlicher Basis (hohem Spirulina-Anteil) zu ernähren ist. Es besteht jedoch die Gefahr von Darmerkrankungen, falls zu wenig ballastreiche Kost oder gar tierische Kost gereicht wird. Ein plötzliches Versterben konnte bereits mehrfach beobachtet werden. Pflanzliche Nahrung ist deshalb die ausschließliche Wahl. Hier ist weniger Auswahl mehr. Gemüse wie Gurken, Spinat usw. können ebenfalls gereicht werden.